# Rumex alexidis
Rumex alexidis är en slideväxtart som beskrevs av B. Boiv.. Rumex alexidis ingår i släktet skräppor, och familjen slideväxter. Inga underarter finns listade i Catalogue of Life.